# Orbitalt impulsmoment (bølge)
 For alternative betydninger, se orbitalt impulsmoment. (Se også artikler, som begynder med orbitalt impulsmoment)
 For alternative betydninger, se OAM. (Se også artikler, som begynder med OAM)
Orbitalt impulsmoment (OAM) er en egenskab ved både tværbølger og længdebølger, som specificerer den geometriske orientering af bølgefronten. Bølger som besidder orbitalt impulsmoment kaldes også snoede bølger.
Elektromagnetiske bølgers (EM) (f.eks. lys eller radiobølger) er tværbølger. Elektromagnetiske bølger med OAM kaldes snoede elektromagnetiske bølger, snoede radiobølger, snoet lys) er elektromagnetiske bølgers impulsmoments komponent, som er afhængig af det rumlige EM-felts fordeling - og ikke polariseringen. En anden måde at forklare det på er, at OAM alene er en spiralerende amplitudemodulation af bølgefronten.
OAM kan yderligere inddeles i intern OAM og ekstern OAM. Den interne OAM er en oprindelsesuafhængige EM-impulsmoment og kan forbindes med en skruelinjeformet eller vreden bølgefront. Den eksterne OAM er den oprindelsesafhængige EM-impulsmoment som kan bestemmes som krydsproduktet af EM-stråle positionen (strålens centrum) og dens totale lineære impuls.
Selv én enkelt foton kan få en OAM baseret bølgefront.
Akustiske bølger, i fx luft og vand, er longitudinale bølger, men kan også anvendes til OAM.

## Introduktion
En EM-stråle bærer en lineær impuls {\displaystyle \mathbf {P} }, og kan herved også have en ekstern angulær moment {\displaystyle \mathbf {L} _{e}=\mathbf {r} \times \mathbf {P} }. Denne eksterne angulær moment afhænger af koordinatsystemets origos valg. Hvis origo vælges til at være på stråleaksen og strålen er cylindrisk symmetrisk (i hvert fald i dens impulsfordeling), vil den eksterne impulsmoment forsvinde. Den eksterne impulsmoment er en form for OAM, fordi den er urelateret til polariseringen og afhænger af den rumlige fordeling af EM-feltet.
En mere interessant eksempel af OAM er den interne OAM som dukker op når en paraksial EM-stråle er i en såkaldt “skruelinje mode/tilstand”. EM-skruelinje modes er karakteriseret ved en bølgefront som er formet som en skruelinje med en optisk hvirvel i centrum, ved EM-strålens akse (se figuren). Skruelinje modes er karakteriseret ved et heltalsnummer {\displaystyle m}, positiv eller negativ. Hvis {\displaystyle m=0}, er moden ikke med skruelinje og bølgefronterne er flere uforbundne flader/planer, for eksempel, en sekvens af parallelle planer (fra hvilken navnet “planbølge” stammer). Hvis {\displaystyle m=\pm 1}, bestemmer håndetheden fortegnet af {\displaystyle m}, bølgefronten er formet som en enkelt skruelinje, hvor en hel skrues længde er lig bølgelængden {\displaystyle \lambda }. Hvis {\displaystyle |m|\geqslant 2} består bølgefronten af {\displaystyle |m|} distinkte men sammenskruede skruelinjer. Heltallet {\displaystyle m} kaldes også for den såkaldte “topologiske ladning” af den optiske hvirvel.

## Snoede radiobølger
En snoet radiobølge kan laves med fx flere radioantenner. 
Det kan vælges om alle antenner skal anvendes linear polarisering (fx vandret, lodret i forhold til jorden) eller cirkulær polarisering (venstre- eller højre-drejet).
Med fx fire antenner kan OAM +1, 0 og -1 dannes.
De fire antenner kan placeres i en firkantnet, så antennernes signalfase i strålingsretningen er 0, 90, 180 og 270 grader forskudt (OAM +1) - eller 0, -90, -180 og -270 grader forskudt (OAM -1). Har de alle fire 0 grader i strålingsretningen, sendes med OAM=0.
Hvis de fire antenner i stedet er placeret alene med 0 grader (samme fase i strålingsretningen), kan OAM +1, 0 og -1 dannes ved at man føder antennerne med RF-signalerne 0, 0, 0, 0 grader eller 0, 90, 180 og 270 grader eller 0, -90, -180 og -270 grader fx via forsinkelsestransmissionslinjer eller via fire separate sendere med de ønskede faser.
Radiomodtagerens antennen fases på samme måde.
De tre OAM +1, 0 og -1 er tre separate kanaler; fx kunne OAM=+1 anvendes til højre lydkanal, OAM=0 anvendes til en mono lydkanal - og OAM=+1 anvendes til venstre lydkanal. OAM +1, 0 og -1 kan alle sendes via de samme fire antenner. 
En OAM kan også dannes ved at klippe i en (offset) parabolformet reflektor og forskyde dens forskellige reflektor "cirkeludsnit", så de passer med den ønskede reflekterede signalfase i strålingsretningen - rundt på reflektoren fx fra -180...+180 grader ved OAM= +1 eller -1. 
Ulempen er at reflektoren kun kan sende/modtage den enkelte OAM, den er designet til. Dér hvor fasen springer mellem -180 og +180 grader vil der være en tilsigtet diskontinuitet i reflektor ved OAM= -1 og +1. For OAM= -2 og +2 kan der være to diskontinuiter, da reflektoren skal klippes to steder; rundt på reflektoren skal den reflekterede signal i strålingsretningen følge -180...+180 grader og igen -180...+180 grader (720 grader i alt). Man kan nøjes med én reflektordiskontinuit, hvis fasen rundt følger -360...+360 grader (720 grader i alt).